# Centrum Nauki Experyment w Gdyni
Centrum Nauki Experyment w Gdyni – centrum nauki, edukacyjna instytucja popularyzująca naukę w formie interaktywnych instalacji i pokazów. Stawia sobie za cel łączenie nauki i zabawy oraz prowadzenie działań upowszechniających naukę.

## Opis
Centrum Nauki Experyment zostało otwarte w 2007 roku w Pomorskim Parku Naukowo–Technologicznym w Gdyni, jako jedna z pierwszych placówek tego typu w Polsce. Zostało rozbudowane w 2010 r. a w 2013 Centrum rozpoczęło działalność w nowej siedzibie. Centrum Experyment powstało z inicjatywy gdyńskiego samorządu w ramach projektu „creActiveNET", a sfinansowane zostało z programu INTERREG, Wojewódzkiego Funduszu Ochrony Środowiska i Gospodarki Wodnej w Gdańsku oraz Narodowego Funduszu Ochrony Środowiska i Gospodarki Wodnej. W 2012 r. przekształciło się w samorządową instytucję kultury. 
W 2019 roku Centrum zostało uhonorowane Certyfikatem Pomorskiej Regionalnej Organizacji Turystycznej oraz zgłoszone do ogólnopolskiej nagrody Złoty Certyfikat Polskiej organizacji Turystycznej, przyznawanego najlepszym i najbardziej nowatorskim obiektom turystycznym w kraju.
W sierpniu 2014 roku Centrum odwiedziło blisko 33 tysiące zwiedzających, a łączna roczna liczba gości w 2014 roku sięgnęła niemal 300 tysięcy.

## Działalność
Centrum oferuje zwiedzającym, między innymi:
- wystawę interaktywną,
- warsztaty (z dziedzin takich jak: fizyka, chemia, biologia, astronomia, matematyka),
- pokazy naukowe[4],
- wykłady[5].